# Pokrajina Teramo
Pokrajina Teramo (v italijanskem izvirniku Provincia di Teramo, izg. Provinča di Tèramo) je ena od štirih pokrajin, ki sestavljajo italijansko deželo Abruci. Meji na severu z deželo Marke, na vzhodu z Jadranskim morjem, na jugu s pokrajinama Pescara ter L'Aquila in na zahodu z deželo Lacij.

## Večje občine
Glavno mesto je Teramo, ostale večje občine so (podatki 31.12.2006):
| Občina               | Prebivalcev |
| -------------------- | ----------- |
| Teramo               | 53.263      |
| Roseto degli Abruzzi | 24.044      |
| Giulianova           | 22.383      |
| Martinsicuro         | 15.639      |
| Silvi                | 15.329      |
| Pineto               | 14.178      |

## Naravne zanimivosti
Pokrajina Teramo je povezana s pokrajino L'Aquila z državno cesto št. 80, ki je bila do nedavnega edina možna pot preko Gran Sassa. Prelaz leži na nadmorski višini 1300 metrov in je po navadi zasnežen večji del zime. Zaradi tega je bil med letoma 1968 in 1984 skopan pod Gran Sassom predor za cestni promet. Med deli je vrtalni stroj prodrl v 600 metrov visok naravni rezervoar talne vode, ki je pod pritiskom 60 atmosfer vdrla v rov in povzročila smrt nekaterih delavcev. Razen posledic v poteku vrtanja je najhujšo škodo utrpelo vodovje vsega področja. Zaradi znižanega nivoja podtalnice se je donos vseh voda na področju občutno znižal in nekateri potoki so usahnili. Ko je bil predor dokončan in odprt za promet (južni odsek šele leta 1993), je bila stara državna cesta razbremenjena. Ker poteka po slikoviti pokrajini narodnega parka, je bila opremljena z mnogimi turističnimi infrastrukturami in je danes zelo priljubljena izletniška točka posebno za kolesarje in motoriste.
Seznam zaščitenih področij v pokrajini:
- Narodni park Gran Sasso e Monti della Laga (Parco nazionale del Gran Sasso e Monti della Laga)
- Naravni rezervat Castel Cerreto (Riserva naturale controllata Castel Cerreto)
- Naravni rezervat Calanchi di Atri (Riserva naturale guidata Calanchi di Atri)

## Zgodovinske zanimivosti
Mesto Atri, ki je leta 2007 štelo 11.245 prebivalcev, so približno v desetem stoletju pr. n. št. ustanovili Iliri oziroma Dalmatinci. Imenovalo se je Hatria po ilirskem bogu Hatranu, ki je upodobljen tudi na denarju, ki ga je mesto kovalo. Ti kovanci so posebne važnosti, ker večina zgodovinarjev postavlja njih nastanek nekam v peto stoletje pr. n. št. in so torej prvi kovan denar na Apeninskem polotoku. Morda je prav to antično mesto dalo ime Jadranskemu morju in ne mesto Adria (v pokrajini Rovigo), kot se splošno misli.